# Zarza la Mayor
Zarza la Mayor é um município raiano da Espanha na província de Cáceres, comunidade autónoma da Estremadura. Tem 170,3 km² de área e em 2021 tinha 1 192 habitantes (densidade: 7 hab./km²).
O município integra a  Mancomunidade da Rivera de Fresnedosa e, segundo algumas fontes, faz parte da comarca do Vale do Alagón; segundo outras fontes, pertence à comarca de Alcântara.

## Demografia
| Variação demográfica do município entre 1991 e 2004 [carece de fontes?] | Variação demográfica do município entre 1991 e 2004 [carece de fontes?] | Variação demográfica do município entre 1991 e 2004 [carece de fontes?] | Variação demográfica do município entre 1991 e 2004 [carece de fontes?] |
| ----------------------------------------------------------------------- | ----------------------------------------------------------------------- | ----------------------------------------------------------------------- | ----------------------------------------------------------------------- |
| 1991                                                                    | 1996                                                                    | 2001                                                                    | 2004                                                                    |
| 1728                                                                    | 1737                                                                    | 1619                                                                    | 1536                                                                    |

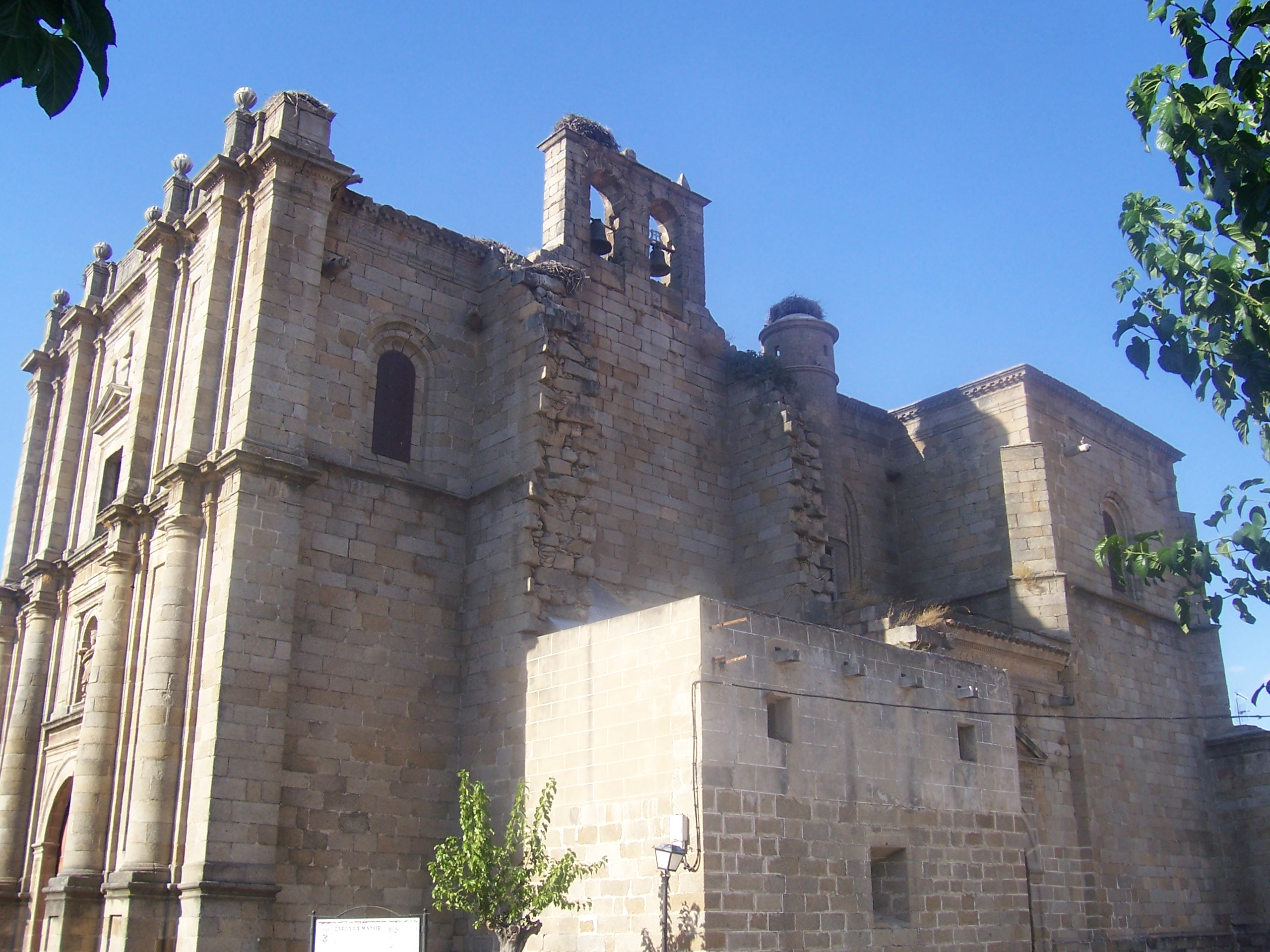
Igreja de Santo André
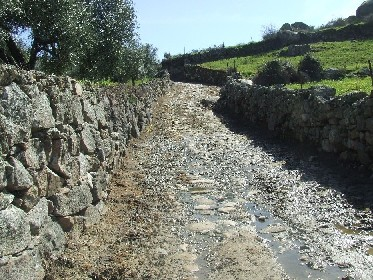
Estrada romana perto de Zarza la Mayor
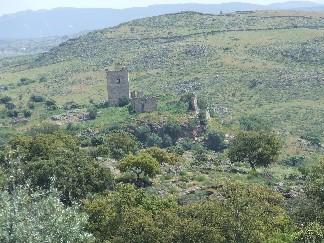
Castelo de Peñafiel, sobre o rio Erges